# Фінансова інклюзія
Фінансова інклюзія (фінансове включення) —  це рівний доступ та використання фінансових продуктів та послуг, які:
- прийнятні за ціною;
- відповідають потребам домогосподарств та підприємств;
- доступні для всіх сегментів суспільства незалежно від доходу та місця проживання;
- надаються представниками фінансового сектору відповідально та екологічно для усіх учасників процесу.

## Суть та значення
Запорука формування стійкої фінансової інклюзії у трьох площинах:
1.    Доступність фінансових послуг, тобто можливість користувача дійсно скористатися послугою через контакт із фінансовим посередником.
2.    Фінансова грамотність, тобто здатність споживача здійснити усвідомлений вибір послуги, повністю розуміючи вигоди та ризики від користування нею.
3.    Захист прав користувача —  гарантія безпечного, прогнозованого та якісного надання послуги, забезпечена третьою стороною.
Світовий банк, інші провідні фінансові інститути, держави, які належать до G-20, а також є членами робочих груп Банку міжнародних розрахунків відносять до фінансового включення якість і доступність фінансових послуг. Водночас основними результатами програм фінансового включення вважаються не тільки можливість отримання на прийнятних умовах широкого спектра фінансових (розрахунковий, кредитних та інших споріднених) послуг переважною більшістю громадян, які їх потребують та/або хотіли би споживати, а й конкурентний розвиток нової цифрової економіки, інфляційну (цінову) стабільність, стійкість фінансової системи, скорочення бідності та довгострокове економічне зростання.
Національний банк бере на себе зобов'язання з захисту споживачів фінансових послуг і створює спеціальний підрозділ, що буде опікуватись цими питаннями. Це дасть змогу врегулювати систему розкриття інформації про фінансові продукти та послуги.
Як відомо, фінансова інклюзія означає, що громадяни й бізнес мають доступ до фінансових продуктів і сервісів, незалежно від доходу, віку чи місця проживання.